# Kolss Cycling Team/Saison 2014
Dieser Artikel listet Erfolge und Fahrer des Radsportteams Kolss in der Saison 2014 auf.

## Erfolge in der UCI Asia Tour
| Datum        | Rennen                         | Kat. | Sieger             |
| ------------ | ------------------------------ | ---- | ------------------ |
| 6. Juli      | 1. Etappe Tour of Qinghai Lake | 2.HC | Oleksandr Poliwoda |
| 8. Juli      | 3. Etappe Tour of Qinghai Lake | 2.HC | Mychajlo Kononenko |
| 13. Juli     | 8. Etappe Tour of Qinghai Lake | 2.HC | Serhij Lahkuti     |
| 2. September | 4. Etappe Tour of China I      | 2.1  | Witalij Buz        |

## Erfolge in der UCI Europe Tour
| Datum      | Rennen                                       | Kat. | Sieger             |
| ---------- | -------------------------------------------- | ---- | ------------------ |
| 5. April   | 5. Etappe Grand Prix of Sochi                | 2.2  | Witalij Buz        |
| 30. Mai    | Race Horizon Park 1                          | 1.2  | Witalij Buz        |
| 31. Mai    | Race Horizon Park 2                          | 1.2  | Mychajlo Kononenko |
| 1. Juni    | Race Horizon Park 3                          | 1.2  | Denys Kostjuk      |
| 4. Juni    | 2. Etappe Slowakei-Rundfahrt                 | 2.2  | Oleksandr Poliwoda |
| 7. Juni    | 5. Etappe Slowakei-Rundfahrt                 | 2.2  | Andrij Kulyk       |
| 3.–7. Juni | Gesamtwertung Slowakei-Rundfahrt             | 2.2  | Oleksandr Poliwoda |
| 27. Juni   | Ukrainische Meisterschaft – Einzelzeitfahren | CN   | Andrij Wassyljuk   |
| 29. Juni   | Ukrainische Meisterschaft – Straßenrennen    | CN   | Witalij Buz        |
| 7. August  | 1. Etappe Tour of Szeklerland                | 2.2  | Olexandr Holowasch |
| 20. August | 1. Etappe Baltic Chain Tour                  | 2.2  | Mychajlo Kononenko |
| 22. August | 3. Etappe Baltic Chain Tour                  | 2.2  | Mychajlo Kononenko |

## Abgänge – Zugänge
| Zugänge                       | Team 2013             | Abgänge                            | Team 2014              |
| ----------------------------- | --------------------- | ---------------------------------- | ---------------------- |
| Olexandr Poliwoda             | Atlas Personal-Jakroo | Olexandr Hryhorenko                | Amore & Vita-Selle SMP |
| Mychajlo Polikarpow           | Neoprofi              | Walerij Kobsarenko                 | Unbekannt              |
| Dmytryj Krywzow (ab 25. Mai)  | ISD Continental Team  | Mychajlo Radionow                  | Unbekannt              |
| Oleksij Kasjanow (ab 2. Juni) | Neoprofi              | Wolodymyr Sahorodnij (bis 29. Mai) | Unbekannt              |
| Mykyta Skorenko (ab 2. Juni)  | Neoprofi              | Wolodymyr Homenjuk (bis 25. Juli)  | Unbekannt              |

## Mannschaft
| Name                  | Geburtstag         | Nationalität |              |
| --------------------- | ------------------ | ------------ | ------------ |
| Andrij Brataschtschuk | 31. März 1992      | Ukraine      |              |
| Witalij Buz           | 24. Oktober 1986   | Ukraine      |              |
| Andrij Chripta        | 29. November 1986  | Ukraine      |              |
| Oleksandr Holowasch   | 21. September 1991 | Ukraine      |              |
| Oleksij Kasjanow      | 22. Februar 1992   | Ukraine      |              |
| Mychajlo Kononenko    | 30. Oktober 1987   | Ukraine      |              |
| Denys Kostjuk         | 13. März 1982      | Ukraine      |              |
| Dmytryj Krywzow       | 3. April 1985      | Ukraine      |              |
| Andrij Kulyk          | 30. August 1989    | Ukraine      |              |
| Oleksandr Kwatschuk   | 23. Juli 1983      | Ukraine      |              |
| Serhij Lahkuti        | 24. April 1985     | Ukraine      |              |
| Mychajlo Polikarpow   | 18. November 1992  | Ukraine      |              |
| Olexandr Poliwoda     | 31. März 1987      | Ukraine      |              |
| Olexandr Prewar       | 28. Juni 1990      | Ukraine      |              |
| Mykyta Skorenko       | 28. Juni 1993      | Ukraine      |              |
| Andrij Wassyljuk      | 29. August 1987    | Ukraine      |              |
| Stagiaires            | Stagiaires         | Nationalität | Nationalität |
| Wassyl Malyniwskij    | Wassyl Malyniwskij | Ukraine      |              |

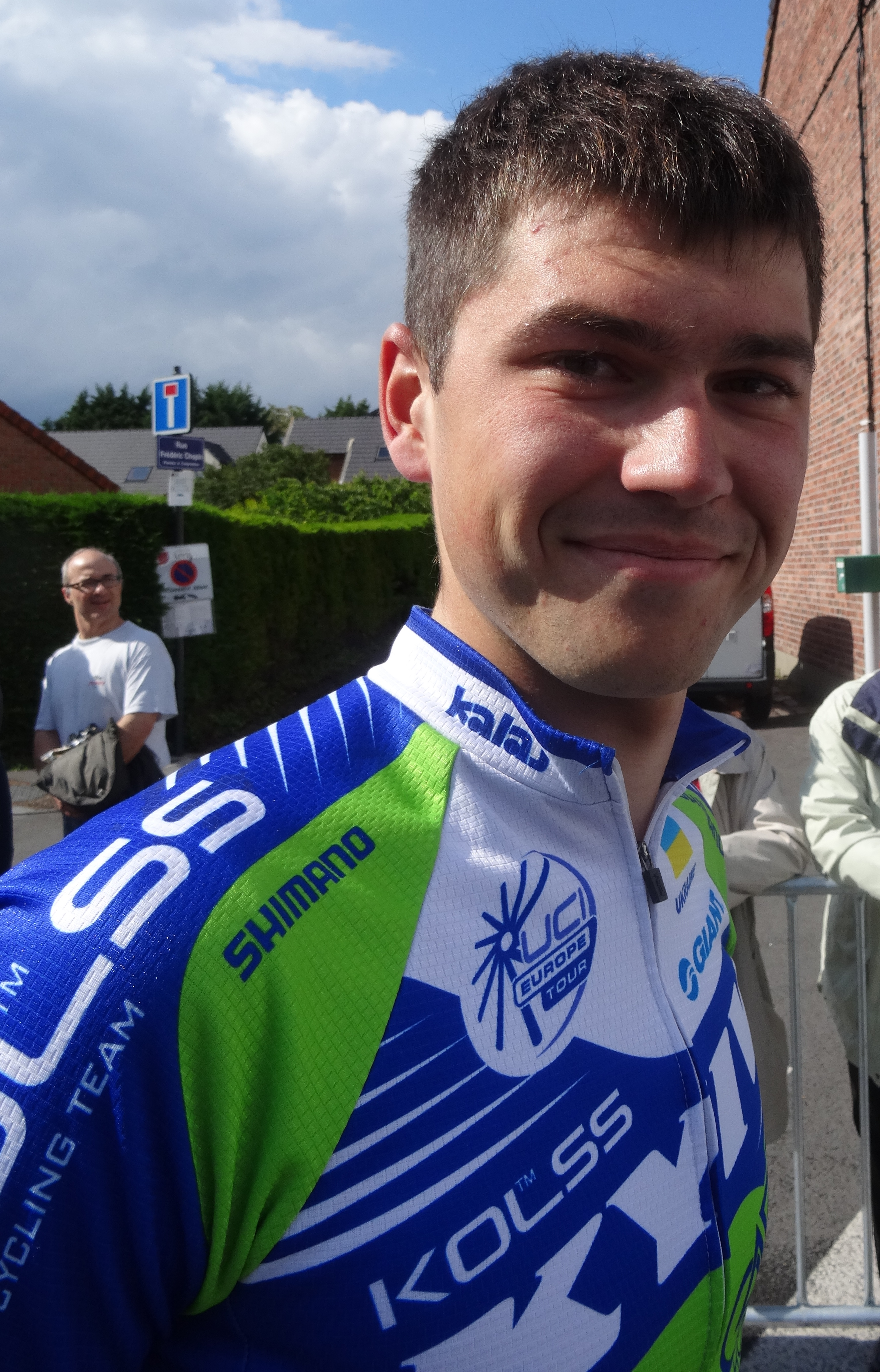
Andrij Brataschtschuk
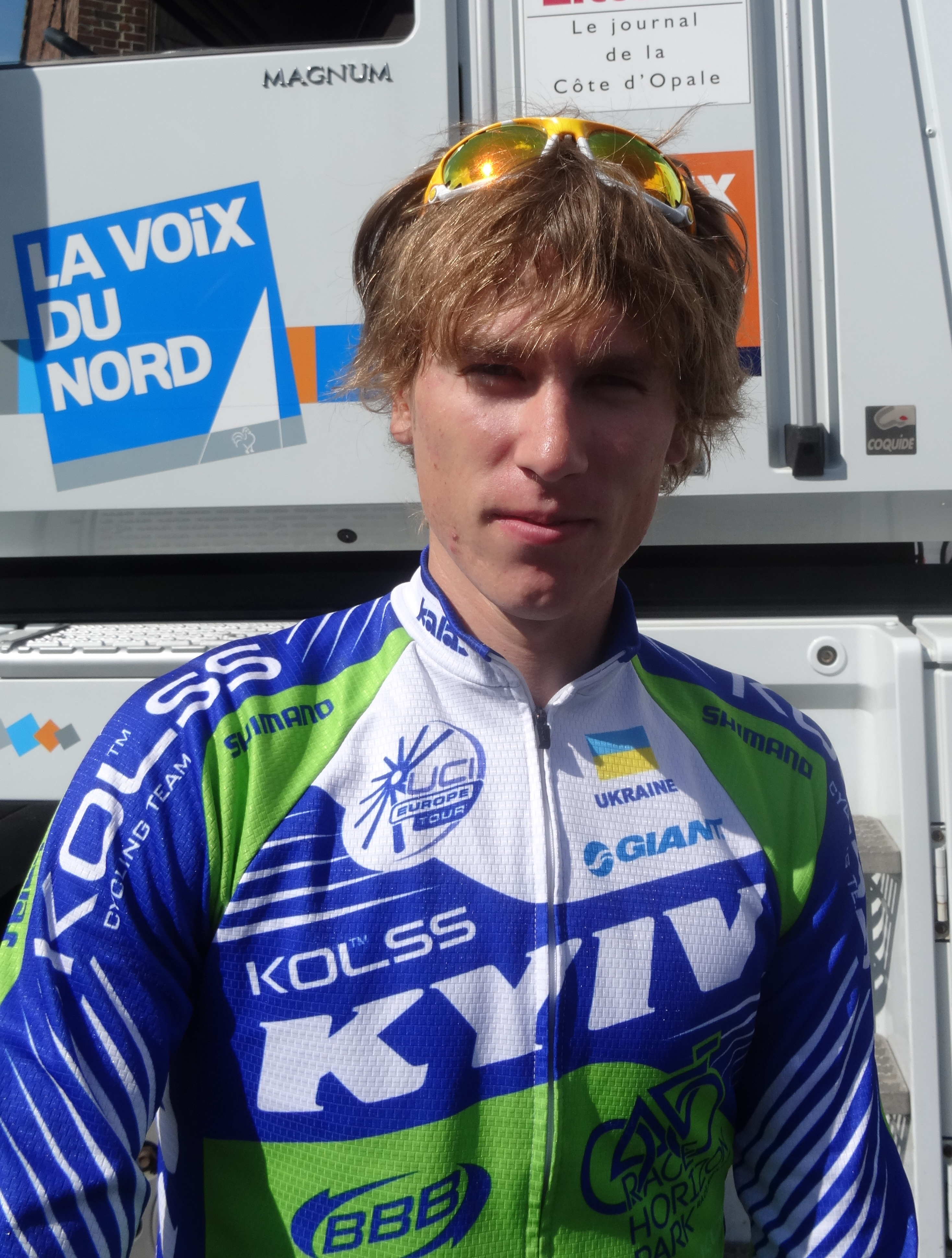
Oleksandr Holowasch
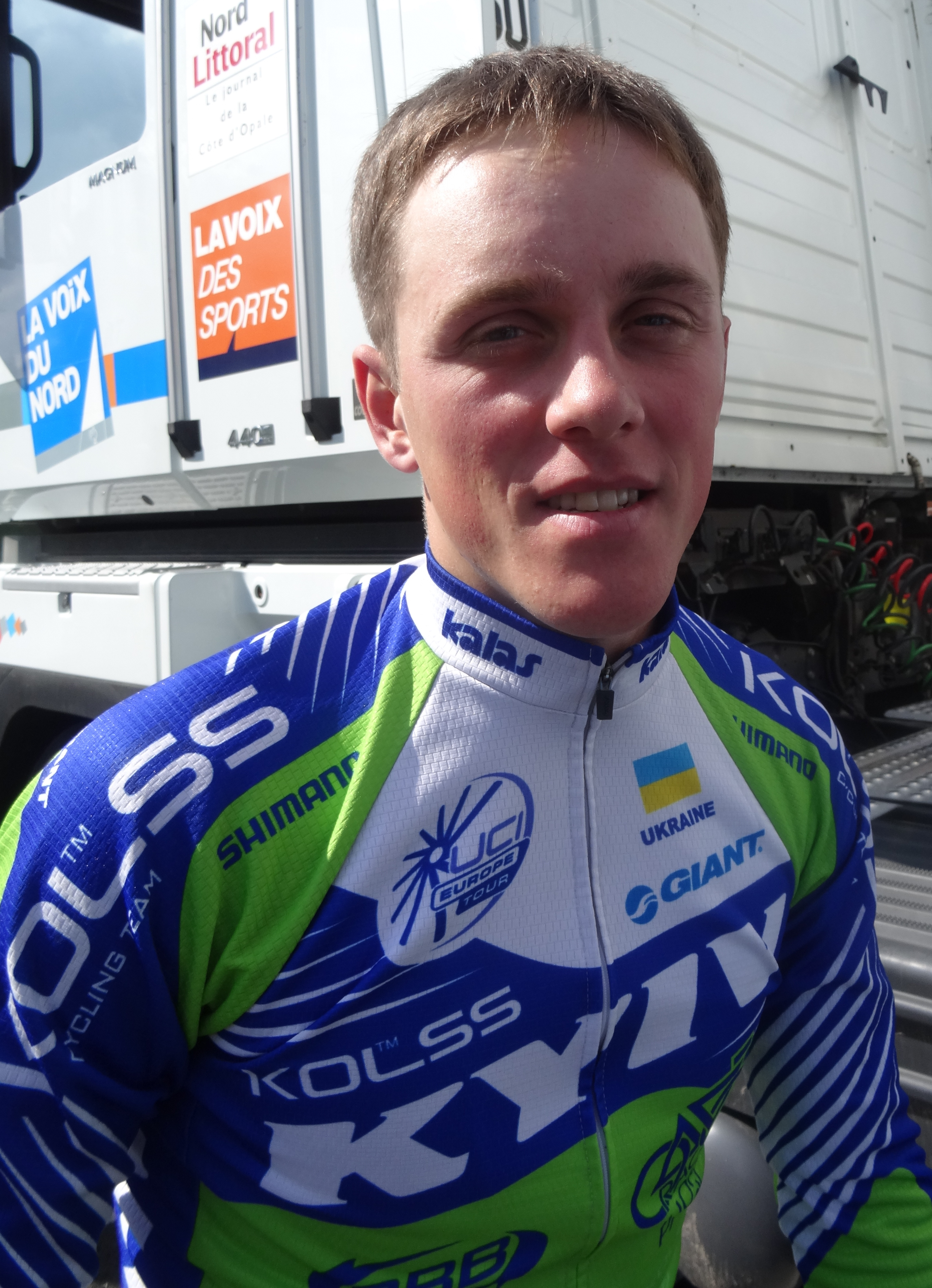
Andrij Kulyk
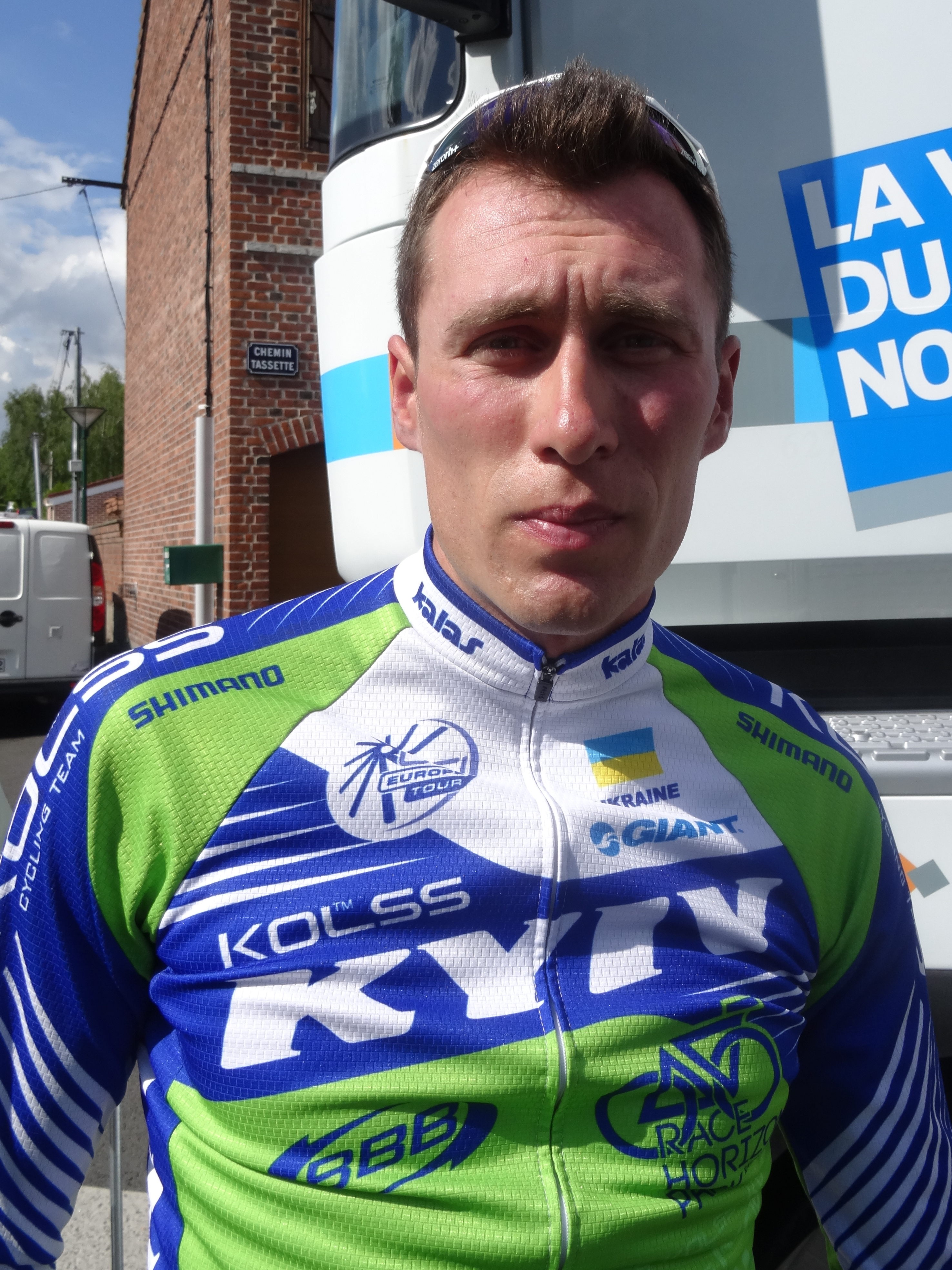
Oleksandr Kwatschuk
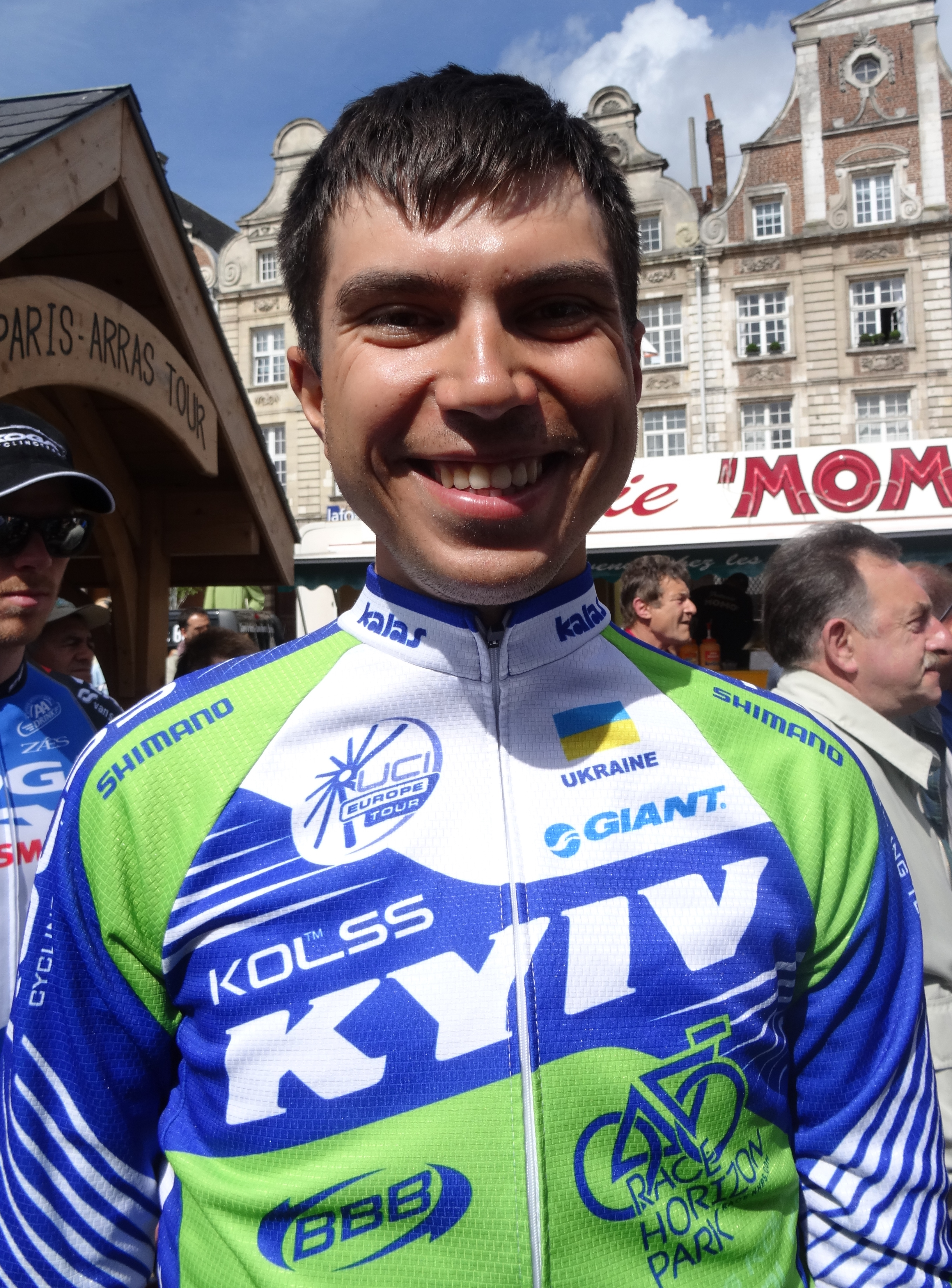
Olexandr Poliwoda
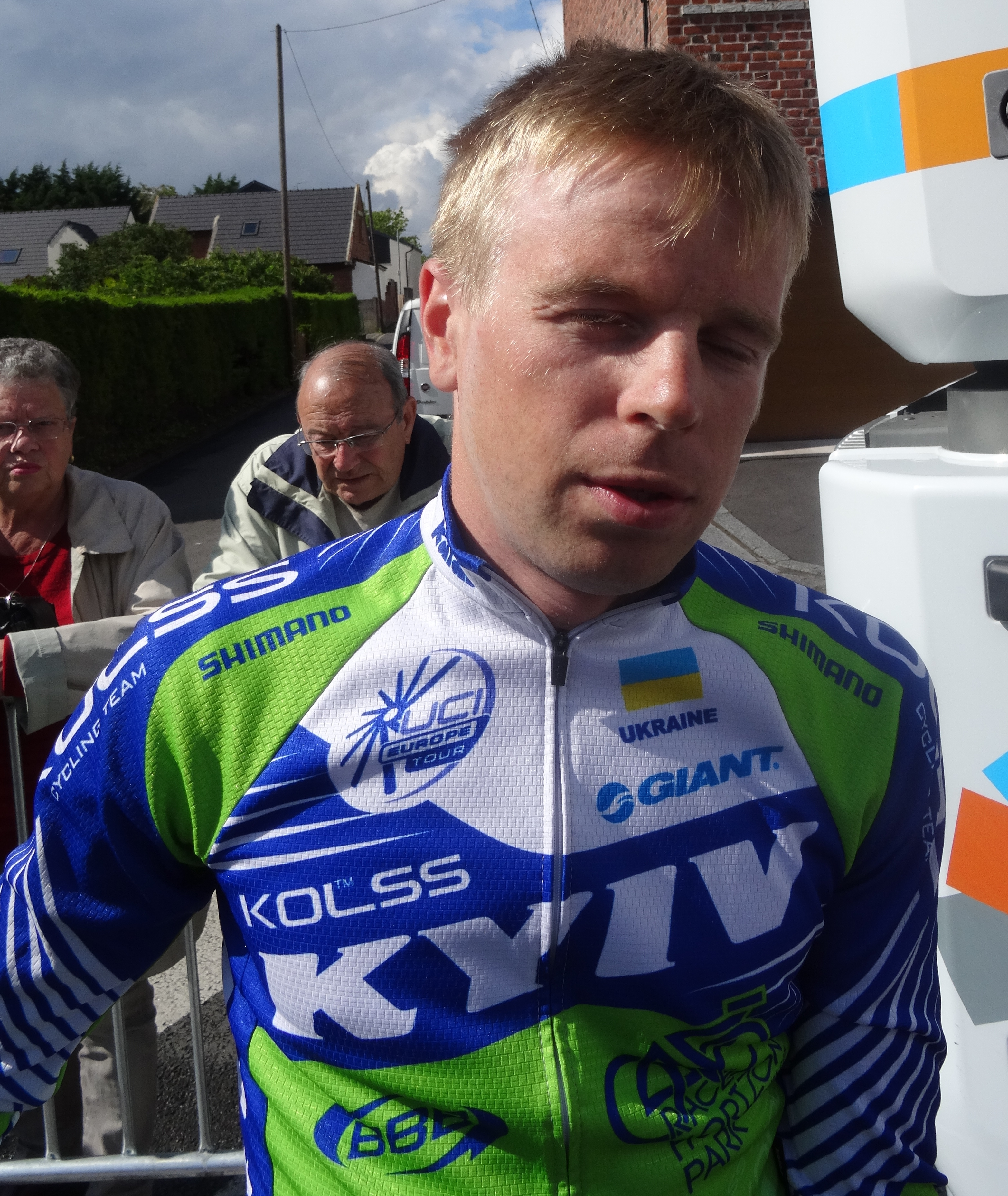
Olexandr Prewar